# 陶诺·迈基
陶诺·迈基（芬蘭語：Tauno Mäki，1912年12月6日—1983年10月7日），芬兰男子射击运动员。他曾代表芬兰参加1952年夏季奥林匹克运动会射击比赛，获得男子100米移动靶单次及双次射击铜牌。